# Galactolipide

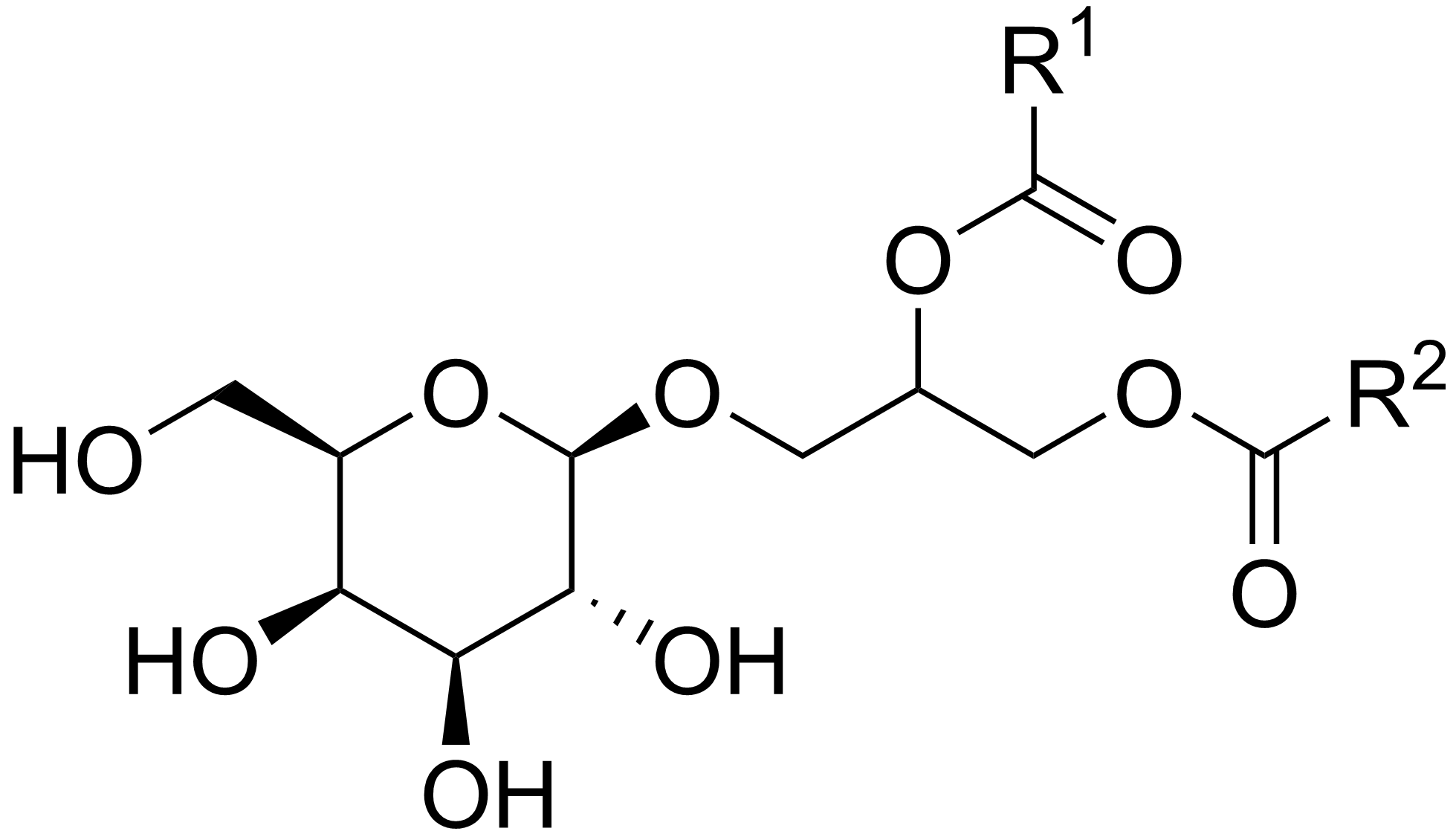
Allgemeine Formel von Galactolipiden. R^{1} und R^{2} sind Fettsäuren

Galactolipide (auch Galaktolipide) sind eine Gruppe von Lipiden, eine Untergruppe der Glycolipide. Wie bei den Triglyceriden sind in den Galactolipiden Fettsäuren an Glycerin gebunden, jedoch trägt das Glycerin in diesem Fall mindestens ein Galactosemolekül. Galactolipide gehören zu den am weitesten verbreiteten Lipiden.
Galaktolipide sind fettlöslich und thermolabil. Bei Temperaturen über 40 °C denaturiert das Molekül irreversibel.
Ein typischer Vertreter ist das (2S)-1,2-Di-O-[(9Z,12Z,15Z)-octadeca-9,12,15-trienoyl]-3-O-β-D-galactopyranosylglycerol. Es wird in Ableitung des korrekten chemischen Namens auch „GOPO“ genannt. Bei der Zuckerkomponente handelt es sich um eine Galactose, die an C3 des Glycerins steht. An C1 und C2 steht jeweils eine α-Linolensäure.

## Vorkommen
Galactolipide sind in der Natur weitverbreitet und erfüllen in verschiedenen Lebewesen diverse wichtige Funktionen. 

### Im Menschen
Die Galactocerebroside, eine Untergruppe der Galactolipide, sind ein wichtiger Bestandteil des Myelins.

### In Pflanzen
Galactolipide kommen in Form von Monogalactosyldiacylglycerinen (MGDG) und Digalactosyldiacylglycerinen (DGDG) in Pflanzen und Cyanobakterien vor. Auch Galactolipide mit drei oder vier Galactose-Einheiten kommen vor und wurden beispielsweise in Spinat nachgewiesen, machen jedoch nur einen geringen Anteil den Gesamtlipiden aus.
MGDG und DGDG sind der Hauptbestandteil von chloroplastischen Membranen: 46 % der äußeren Hüllmembran, 79 % der inneren Hüllmembran und 78 % oder 80 % der Thylakoidenmembran. Etwa 60 % der Lipide von Pflanzenblättern liegen in der Form von Galactolipiden vor.
In Arabidopsis thaliana wurde nachgewiesen, dass bei Verletzung der Pflanze Galactolipide freigesetzt werden, die auch als Arabidopside bezeichnet werden. In einer umfangreichen Untersuchung mit verschiedenen Massenspektrometrie-Techniken wurden so insgesamt 167 verschiedene Galactolipid-Spezies nachgewiesen. Dabei handelt es vor allem um solche mit einer Einheit Galactose.
Bei mehreren Arten der Familie Silberbaumgewächse wurde nachgewiesen, dass diese bei Mangel an Phosphor Phospholipide durch Galactolipide ersetzen können.
Besonders reich an Galactolipiden ist auch die Frucht (Hagebutte) der Hundsrose (Rosa canina), sowie Gartenbohnen, Erbsen, Grünkohl, Lauch, Petersilie, Perilla, Spargel, Brokkoli, Rosenkohl, Chili, Paprika und Kürbis.

## Biosynthese
Bei der Untersuchung der Biosynthese von Galactolipiden in Spinatblättern wurde festgestellt, dass diese vor allem in Chloroplasten-Membranen gebildet wurden und nur in geringen Mengen in Mikrosomen. Ein Vorläufer der Galactolipide ist dabei UDP-Galactose.

## Eigenschaften
Aus Phaedactylum tricornatum, einer Kieselalgenart, wurden zwei Galactolipid-Spezies isoliert, die in vitro cytotoxisch wirken.